# Tina Modotti
Tina Modotti(Údine, 17 de agosto de 1896 — 5 de janeiro de 1942) foi uma fotógrafa italiana, modelo, atriz e ativista política revolucionária.

## Juventude
Nascida como Assunta Adelaide Luigia Modotti Mondini em Údine (Friul), em 1913, aos dezesseis anos, imigrou para os Estados Unidos para juntar-se ao pai em São Francisco, Califórnia .

## Carreira de atriz de Tina
Atraída pelas artes performáticas sustentadas pela comunidade imigrante italiana em Bay Area, Modotti experimentou com encenações. Ela estrelou várias peças, operas e filmes mudos no final dos dá década de 1910 e começo dos anos 20, enquanto também trabalhava como modelo de artistas. Em 1918, ela começou uma relação com Roubaix "Robo" de l'Abrie Richey. Originalmente um garoto de fazenda do Oregon chamado de Ruby, o artista/poeta assumiu o nome boêmio de Roubaix. Modotti mudou-se com ele para Los Angeles buscando uma carreira na indústria do cinema. Embora o morassem junto e vivessem como marido e mulher, não eram legalmente casados. Sempre representando a femme fatale, a carreira de Modotti culminou no filme de 1920, The Tiger's Coat. Ela teve papéis menores em mais dois filmes. O casal entrou em um círculo de amizades boêmio. Um desses camaradas era Ricardo Gomez Robelo. Outro era o fotógrafo Edward Weston. 

## Carreira fotográfica de Tina Madotti
Alguns sugerem que Modotti foi iniciada na fotografia ainda criança na Itália, onde seu tio, Pietro Modotti, possuía um estúdio. Depois, também nos Estados Unidos, seu pai gerenciou um estúdio similar por um breve período. Quando estava em Los Angeles, conheceu o fotógrafo Edward Weston e sua assistente Margrethe Mather. Foi através de seu relacionamento com Weston que Modotti desenvolveu-se como uma importante artista plástica, fotógrafa e documentarista. Por volta de 1921, Modotti já era a modelo favorita de Weston e, em outubro daquele ano, sua amante. Ricardo Gomez Robelo tornou-se chefe do departamento de belas artes do ministério de educação do México, e persuadiu Robo a vir para o México com a promessa de emprego e um estúdio.
Robo mudou-se para o México em dezembro de 1921. Não ciente do caso de Tina, Robo levou consigo as fotos feitas por Weston com o intuito de montar uma exibição do seu trabalho e o de Weston. Quando ela estava indo juntar-se com Robo, Modotti recebeu a notícia de sua morte por varíola em 9 de fevereiro de 1922. Devastada, Modotti chegou dois dias depois de sua morte. Em março de 1922, determinada a ver a visão de Robo concluída, ela montou uma exibição de duas semanas com os trabalhos de Robo e Weston na Academia Nacional de Belas Artes na Cidade do México. Ela sofreu uma segunda perda com a morte de seu pai, a qual forçou seu retorno a San Francisco posteriormente em março de 1922. Em 29 de julho de 1923, Modotti embarcou em uma viagem de barco de volta a Cidade do México com Weston e seu filho Chandler, deixando a mulher de Weston, Flora e mais três filhos. Modotti concordou em manter o estúdio de Weston de graça em troca de seus conselhos sobre fotografia. O fotógrafo mexicano Manuel Alvarez Bravo dividiu a carreira de Modotti em duas distintas categorias. "Romântica" e "Revolucionária", sendo que o primeiro período incluía o tempo despendido como assistente de quarto escuro, gerente, e finalmente, como parceira criativa. Juntos eles abriram um estúdio de retratos na Cidade do México e eram comissionados a viajar o México fazendo imagens para o livro de Anita Brenner, intitulado Idols Behind Altars. As contribuições relativas de Modotti e Edward Weston ao projeto foram pauta para debate. O filho de Edward Weston, Brett Weston, que acompanhou os dois durante o projeto, indicou que as fotografias foram tomadas por Weston. 
Em geral, Edward Weston foi comovido pela paisagem e arte folclórica do México a criar trabalhos abstratos, enquanto Modotti era mais cativada pelo povo do México e fundiu este interesse humano com uma estética modernista. No México, Modotti fundou uma comunidade cultural e política "avant-gardists". Ela tornou-se a fotógrafa favorita para o crescente movimento mexicano de murais, documentando os trabalhos de José Clemente Orozco e Diego Rivera. Seu vocabulário visual amadureceu durante este período, com seus experimentos com arquitetura de interiores, flores e paisagens urbanas, e especialmente com suas muitas imagens líricas de camponeses e trabalhadores.
Sua exibição retrospectiva na Biblioteca Nacional em dezembro de 1929 foi anunciada como "A Primeira Exibição Revolucionária do México". Modotti e Weston rapidamente gravitaram em direção ao cenário boêmio da capital, e usaram suas conexões para criar um crescente negócio de retratos.  Foi também durante esse período que Modotti se reunia com diversos políticos radicais comunistas, incluindo três líderes do partido comunista (Xavier Guerrero, Julio Antonio Mella e Vittorio Vidali) que eventualmente iriam todos envolver-se romanticamente com Modotti.
A partir de 1927, ano em que filiou-se ao partido comunista, uma muito mais politicamente ativa Modotti percebeu seu foco mudando e mais do seu trabalho tornando-se politicamente motivado. Por volta do mesmo período, suas fotografias começaram a ser apresentadas em publicações tais como Mexican Folkways, Forma e as mais radicais El Machete, Arbeiter-Illustrierte-Zeitung (AIZ) e New Masses.

## Vida como ativista
Durante este período, contradições econômicas e políticas no México e de fato em grande parte da América Latina intensificavam-se, assim como a repressão a dissidentes políticos. Em 10 de janeiro de 1929, o companheiro de Modotti, Julio Antonio Mella foi assassinado, supostamente por agentes do governo cubano. Logo depois houve um atentado contra o presidente mexicano Pascual Ortiz Rubio. Modotti - que era alvo das polícias políticas italiana e mexicana   - foi interrogada pelos dois atentados no meio de uma campanha jornalística organizada anticomunista e anti-imigrante, que a retratou como "a feroz e sanguinária Tina Modotti". (Um católico fanático, Daniel Luis Flores, foi posteriormente acusado de atirar em Rubio. José Magriñat foi preso pelo assassinato de Mella. 
Como resultado da campanha anticomunista no México, Modotti foi expulsa do país em fevereiro de 1930, sob guarda foi deportada em um navio rumo a Roterdã. O governo italiano fez esforços para extraditá-la como uma subversiva, mas com a assistência de ativistas da Ajuda Vermelha Internacional (mais conhecida pela sua sigla russa MOPR), ela conseguiu evadir a polícia fascista. Viajando com um visto restrito que a obrigava a voltar para a Itália como seu destino final, Modotti inicialmente ficou em Berlim e de lá visitou a Suíça. Ela aparentemente intencionava entrar clandestinamente na Itália e juntar-se a resistência antifascista lá. Contudo, como resposta a situação política da Alemanha que se deteriorava e seus próprios recursos esgotando-se, ela seguiu o conselho de Vittorio Vidali e mudou-se para Moscou em 1931.   Após 1931, Modotti já não fotografava. Relatórios de fotografias após essa data são insubstanciados.
Durante os próximos anos ela dedicou-se a várias missões em favor da Ajuda Internacional aos Trabalhadores e ao Comintern (Terceira Internacional ou  Nacional Comunista) na Europa. Quando a guerra civil espanhola eclodiu em 1936, Vidali (então conhecido como "Comandante Carlos") e Modotti (usando o pseudônimo de "Maria") deixou Moscou com destino a Espanha, onde morou e trabalhou até 1939. Ela então trabalhou com o afamado canadense Dr. Norman Bethune (que mais tarde inventaria a unidade de sangue móvel) durante a retirada desastrosa de Málaga em 1937. Em abril de 1939, seguindo o colapso do movimento republicano na Espanha, Modotti deixou o país com Vidali e retornou ao México usando um nome falso.

## Morte
Em 1942, durante uma visita a seu amigo íntimo, Hannes Meyer, Modotti sofreu um ataque cardíaco fulminante na Cidade do México no que foi visto por alguns como circunstâncias suspeitas. Após ouvir sobre sua morte, Diego Rivera sugeriu que Vidali seria o culpado. Modotti "saberia demais" sobre as atividades de Vidali  na Espanha, as quais incluía rumores de mais de 400 execuções. Uma autópsia revelou que Modotti havia morrido de causas naturais, mais especificamente por insuficiência cardíaca. Seu túmulo está no vasto panteão de Dolores na Cidade do México. O poeta Pablo Neruda compôs o epitáfio de Tina Modotti, parte do qual ainda pode ser lida de sua lápide, a qual também inclui um retrato de Modotti que Weston havia tirado muitos anos antes:

"Un mundo marcha al sitio donde tú ibas, hermana.
Avanzan cada dia los cantos de tu boca 
en la boca del pueblo glorioso que tú amabas.
Tu corazón era valiente"

## Murais de Diego Rivera nos quais se pode encontrar Modotti
"A Terra Abundante", A Escola Nacional de Agricultura, Chapingo, 1926 
Em 1926 a esposa de Rivera, Lupe Marín afirmou que sua separação ocorreu por causa de seu caso com Tina, um subproduto da modelagem de tina para os murais.  O caso durou por aproximadamente um ano e ele a pintou cinco vezes nos murais de Chapingo, incluindo "A Terra Escravizada", "Germinação" e "Terra Virgem".
"No Arsenal", Secretaría de Educación Pública, Cidade do México, 1928 
Essa obra foi parte do rompimento entre Modotti e Rivera causada pela expulsão de Rivera do partido comunista. O mural retratava Modotti distribuindo munição, talvez para a revolução de Augusto Sandino na Nicarágua, talvez para a "invasão" de Cuba planejada por Mella para derrubar o regime do General Gerardo Machado, ou talvez somente ajudando a insurreição contra a injustiça em qualquer lugar. Ela é retratada olhando fixamente para seu então amante Mella, enquanto Vidali surge sobre seu ombro. Modotti objetou quanto a Rivera usar sua vida pessoal de maneira tão pública. Ela escreveu a Weston, "Recentemente Diego levou a pintura detalhes como uma exagerada precisão. Ele não deixa nada a imaginação." A figura central nesta pintura era a artista Frida Kahlo. Kahlo, que havia conhecido Rivera ainda como colegial em 1922 enquanto ele pintava seu primeiro mural "A Criação" de no auditório Bolívar da Escola Preparatória Nacional na Cidade do México, supostamente foi reapresentada a Rivera em 1928 em uma festa na casa de Modotti, embora haja outras versões sobre o encontro do casal. Modotti foi a anfitriã a festa de casamento de Kahlo e Rivera em 21 de agosto de 1929. O rompimento final entre Modotti de um lado e Rivera e Kahlo no outro, menos de um mês depois, aparentou ter sido motivado por razões políticas ao invés de pessoais. Modotti apoiou a expulsão de Rivera do partido comunista por acreditar ser melhor aderir à linha do partido comunista do México e do Internacional Comunista. Mais tarde explicou sua decisão de abandonar a fotografia em troca do trabalho político seguida de sua expulsão do México assim (invertendo um alerta feito a ela anos antes por Edward Weston): "Não posso resolver o problema da vida me perdendo no problema da arte". A expulsão de Rivera contudo o mandou em um trajetória que o levaria mais tarde a Leon Trotsky e a Quarta Internacional.

## Exibições fotográficas
O trabalho de Modotti foi redescoberto nos Estados Unidos quando 90 fotografias clássicas foram exibidas no Museu de Arte da Filadélfia em 1996. Martha Chahroudi, a curadora do museu de fotografia, organizou a mostra. Para arrecadar fundos para a mostra, a cantora Madonna leiloou seu Mercedes-Benz 1963. Madonna se tornou a maior colecionadora do trabalho de Modotti. Antes da apresentação de seu trabalho nos EUA, as fotografias de Modotti foram expostas na Itália, Polônia, Alemanha e Áustria alem de outros países. A maior delas foi a Kunst Haus Wien em 30 de junho de 2010 em Viena, Áustria. Mostra com 250 imagens muitas nunca expostas antes. A exibição é baseada nas coleções da Galeria Bilderwelt, Berlin e Spencer Throckmorton, NYC e foram curadas por Reinhard Schultz.

## Filmografia
- The Tiger's Coat (Lubin Studios, 1920)
- Riding With Death (Fox Film Corporation, 1921) as "Tina Medotti"
- I Can Explain (Pathe Exchange, 1922)

Durante esta era, atrizes eram frequentemente obrigadas a providenciar seus  próprios trajes e para esses filmes, Modotti que era uma hábil costureira, providenciou xales extravagantes, capas de cetim, sutiãs adornados, boinas com plumas, calças de harém e galas tingidas artesanalmente.